# Digital Graffiti
Digital Graffiti ist eine Technikplattform, die es gestattet, Informationselemente – in Form eines Digital Graffito – mit unterschiedlichen Inhalten mit mobilen Geräten (Mobiltelefone, Notebooks, …) an beliebigen Positionen im dreidimensionalen Raum zu hinterlegen beziehungsweise zu konsumieren. Dabei können sowohl klassische Informationselemente wie Texte, Bilder, Sounds und Videos geopositioniert bereitgestellt und bezogen werden. Über externe Informationsquellen bereitgestellte, zeit- und ortsbezogene Inhalte und virtuelle Sensoren können eingebunden werden.
Diese Technologie-Plattform wurde von einem Team aus Wissenschaftlern und Ingenieuren des Institutes für Wirtschaftsinformatik – Software Engineering der Johannes Kepler Universität Linz (Österreich), der Siemens Corporate Technology München, dem Ars Electronica Futurelab in Linz sowie von Künstlern der Kunstuniversität Linz entwickelt.

## Geschichte
In einem im Jahr 2001 in Angriff genommenen Forschungs- und Entwicklungsprojekt mit dem Arbeitstitel INSTAR – Information- and Navigation Systems Through Augmented Reality, das Wissenschaftler der Johannes Kepler Universität Linz in Kooperation mit SIEMENS Corporate Technology in München durchgeführt haben, wurde ein neuartiges, auf Augmented Reality Konzepten beruhendes Navigationssystem konzipiert, patentiert und prototypisch realisiert.

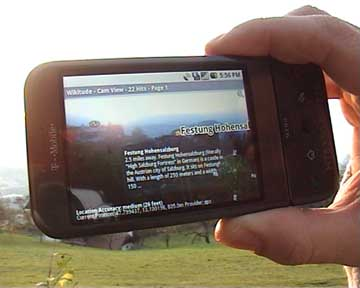
Beispiel einer Augmented-Reality-Anwendung: Wikitude AR Travel Guide

Im Zuge dieses Forschungsprojektes tauchte die Problemstellung auf, dass abhängig von bestimmten Zuständen des Fahrzeuges, in dem das Navigationssystem betrieben wird, im Live-Bild einer Kamera, die das Bild zur augmentierten Anzeige der Navigationsinformation liefert, Objekte im Bild identifiziert, hervorgehoben und mit Zusatzinformation versehen werden können. So sollte es beispielsweise möglich sein, mit der Geoposition einer Tankstelle, die dort gültigen Treibstoffpreise und die Zufahrtsmöglichkeiten zu verknüpfen, die Tankstelle mit einem Sichtbarkeitsraum zu versehen und die Informationselemente (Treibstoffpreis und Zufahrtsmöglichkeit) Autofahrern in geeigneter Form zu übermitteln, wenn ihr Tankinhalt eine bestimmte Menge unterschreitet und sie sich im Sichtbarkeitsraum befinden. Tankstelle und Auto fungieren sowohl gedanklich als auch real als virtuelle Sensoren, die in Abhängigkeit von ihrer Lage zueinander und ihrem Zustand eine Aktion beziehungsweise Aktionsfolge auslösen.
Eine solche Technologieplattform schien für vielerlei Zwecke einsetzbar zu sein, wenn es gelingt, sie tatsächlich zu realisieren. Ausgehend von der Metapher, dass die Informationselemente, einen Graffito-Sprayer nachahmend, mit einer Spraydose an die Geoposition gesprüht werden, wurden die Informationselemente Digital Graffiti und die Technologie um diese Möglichkeit zu eröffnen „Digital Graffiti Technology“ genannt.
Im Jahr 2003 wurde zunächst ein Video-Prototyp entwickelt, um potenziellen Nutzergruppen die Idee und Konzeption näher zu bringen und Feedback über Zweckmäßigkeit und Potenziale einer solchen Technologie zu gewinnen. Nachdem die Idee auf großes Interesse gestoßen ist, wurden nach und nach unterschiedliche Realisierungsmodelle und Prototypen zur Modellverifikation entwickelt. Schließlich entstand ein umfangreiches Technologie-Framework, das seit 2008 sowohl im industriellen Kontext genutzt wird, als auch privaten Anwendern zur Nutzung auf mobilen Endgeräten (iPhone, iPad, Android Smartphones etc.) angeboten wird.

## Zielsetzung und Konzeption
Es sollte eine Technologieplattform konzipiert, modelliert und prototypisch implementiert werden, mit Hilfe der bisher nicht verfügbare, neuartige Informations-, Navigations- und Kollaborationsmöglichkeiten eröffnet werden, die sowohl für die Verbesserung von Geschäftsprozessen in Industrie, Wirtschaft und Verwaltung, als auch im privaten Anwendungsbereich genutzt werden können.
Die Technologieplattform und die ihr zugrunde liegende Architektur ist so konzipiert, dass es möglich ist, Informationen in Form von digitalen Graffiti mit mobilen Geräten (Smartphones, Notebooks, PDAs aber auch konventionelle Mobiltelefone) an beliebigen Orten im öffentlichen und privaten Raum abzulegen beziehungsweise zu konsumieren (das heißt mit der Geoposition an der sich das Gerät befindet zu verknüpfen). Ein Digital Graffito wird hierbei auf einem zentralen Server gespeichert, über die Positionierung wird das Graffito abgerufen. Hier besteht der Gegensatz zum Konzept der Lokativen Medien, wo entsprechende Wiedergabegeräte die Informationen aus dem lokalen Nahbereich beziehen.
Es können Texte, Bilder, Töne, Videos und Verweise auf externe Informationsquellen als digitale Graffiti bereitgestellt werden.
Darüber hinaus ermöglicht die Technologie, dass elektronisch steuerbare Aktionen (Öffnung eines Schrankens, Starten oder Stoppen einer Maschine, Auslösen eines Mess- oder Buchungsvorganges) automatisch, das heißt ohne zusätzliche manuelle Aktion, ausgelöst werden, wenn sich ein bestimmtes Gerät in der Nähe eines speziell ausgestatteten digitalen Graffito befindet. Ein digitales Graffito kann mit einer Zugriffs- oder Sichtbarkeitsberechtigung versehen werden, die sich entweder direkt auf eine Person, ein Gerät, ein Softwaresystem etc. bezieht, oder sich indirekt durch die
Einstellung eines bestimmten Interessensprofil ergibt.
Die Digital-Graffiti-Technologie ermöglicht es außerdem, die Aufenthaltsorte (die geografischen Positionen) eines ausgewählten Personenkreises oder von bestimmten Geräten (Clients) in Echtzeit zu ermitteln (wechselseitiges, jederzeit widerrufbares Einverständnis der Systemnutzer vorausgesetzt), sowie ein adäquates Benutzungsberechtigungsmanagement vorzunehmen (wer darf sich im System mit welchen Rechten anmelden? Wer darf wessen Position orten? Wer darf welche Informationen/Graffiti an wen bereitstellen und konsumieren?, Verwaltung und visuelle Aufbereitung der digitalen Graffiti und des Kartenmaterials für die Navigation und Positionsvisualisierung).
Die Architektur ist so gestaltet, dass die Ermittlung der geografischen Position eines Systemnutzers wahlweise über GPS (im Freien) oder mittels WLAN-Triangulation (innerhalb von Gebäuden, in denen eine entsprechende WLAN-Infrastruktur vorhanden ist) erfolgen kann und dass beliebige weitere verfügbare Positionsermittlungsverfahren mit geringem Aufwand integriert werden können. Die Übertragung der Daten, also die Kommunikation zwischen der Benutzungsberechtigungsmanagement-Komponente und dem Systemnutzer (Client) erfolgt über ein TCP/IP-basiertes Kommunikationsmodell, das wahlweise die verfügbaren Drahtloskommunikationstechnologien (LAN, WLAN, GPRS, UMTS, HSDPA, Bluetooth) dazu nutzt.

## Technik und Software
Digital Graffiti kann sowohl mit herkömmlichen Notebooks, Tablets, Handhelds (PDAs), mit Mobiltelefonen und Smartphones in Anspruch genommen werden. Software-Clients sind als Desktop-Applikation für Windows-basierte Betriebssysteme und als mobile Applikation für Apple iOS, Android und Symbian verfügbar. Darüber hinaus gibt es eine webbasierte Version für Browser, die den HTML5-Standard unterstützen.
Die Lokalisierung der Geräte erfolgt entweder über das satellitengestützte Positionierungssystem GPS (im Freien) oder über WLAN-Ortungssysteme (innerhalb von Gebäuden). Die Kommunikation mit den Informations-Servern erfolgt TCP/IP basiert wahlweise über WLAN oder über das öffentliche Telefonnetz mittels GPRS oder UMTS. Die in die Anwendung eingebundenen Weltkarten werden vom freien Projekt OpenStreetMap bezogen.

## Umsetzung

### Smart Information Campus System
Seit Mai 2010 ist an der Johannes Kepler Universität in Linz eine spezielle Informations-, Kommunikations-, Kollaborations- und Navigationsplattform verfügbar, die auf Basis der Digital-Graffiti-Technologie entwickelt wurde.
Das Smart Information Campus System (kurz: SIC) bietet den Universitätsangehörigen (Lehrenden, Studierenden, Administration) die Möglichkeit, Informationselemente wie Text-, Bild-, Sound-, Videodokumente etc. geopositioniert bereitzustellen oder auf (mobilen) Geräten vor Ort zu beziehen. So ist es beispielsweise möglich, sich auf dem Display seines Handys den eigenen Standort auf dem Campus anzeigen zu lassen, zu sehen, wo der Seminarraum oder das gesuchte Sitzungszimmer zu finden ist, wie groß die Entfernung davon ist und welche Veranstaltung darin gerade stattfindet. Außerdem ist es möglich, sich (durch Benutzung der SIC-Desktop-Komponente) die Tagesordnung für eine Sitzung oder die Unterlagen für eine Vorlesung (virtuell) vor den Eingang des Sitzungszimmers oder Hörsaales zu legen. Bevor der Raum betreten wird, werden diese Dokumente automatisch dem Adressaten zur Verfügung gestellt. Die geopositionierten Informationselemente können mit einer Lebensdauer versehen werden, sodass nach Ablauf der damit verbundenen Zeit, das Informationselement automatisch wieder verschwindet (etwa die Sitzungstagesordnung nach Sitzungsende).
Mit SIC kann an jeder beliebigen geographischen Position eine Nachricht in Form eines digitalen Graffitos für einen bestimmten Adressatenkreis hinterlegt werden. Die Person muss sich dazu entweder physisch an der entsprechenden Position befinden oder virtuell, mittels eines Fadenkreuzes (Cursor), an die gewünschte Hinterlegungsposition (Geokoordinate) wandern. Das System stellt dafür einen Graffito-Editor zur Verfügung, der es gestattet, die Adressaten, das Betreff, den Inhalt, den Sichtbarkeitsradius und die Anhänge festzulegen.
Mit SIC steht den Anwendern eine sogenannte Friendfinder-Komponente zur Verfügung, die eine spezielle Art der Kollaboration und des Social Networking erlaubt. SIC-Benutzer können sich mit anderen SIC-Benutzern (Freunden, Kollegen, Professoren etc.) so vernetzen, dass diese wechselseitig die augenblicklichen
geographischen Position austauschen können. Um sich mit jemandem vernetzen zu können, muss an die betreffende Person eine Vernetzungs-Anfrage
gerichtet werden. Wenn diese Person die Vernetzungs-Anfrage akzeptiert, sehen beide Partner (Freunde genannt) unmittelbar und wechselseitig ihre geographischen Positionen praktisch in Echtzeit, nur um die Übertragungszeit verzögert. Zum Schutz der Privatsphäre ist das System so gestaltet, dass Positionsinformationen stets nur mit wechselseitigem Einverständnis, das von jedem jederzeit mit Knopfdruck widerrufbar ist, ausgetauscht werden können. Die eigene Sichtbarkeit kann jederzeit entweder generell oder individuell für einzelne Personen vorübergehend oder dauerhaft außer Kraft gesetzt werden. Das Grundprinzip dabei ist: Wer die Position einer Person sehen will, kann dies nur, wenn er dieser Person gestattet, dass er ihre Position sehen kann. Das Prinzip der Sichtbarkeit beruht immer auf
Gegenseitigkeit.
Die Friendfinder-Komponente des SIC gibt dem Benutzer die Möglichkeiten, sich neben der augenblicklichen geographischen Position eines Freundes seine Bewegungsgeschwindigkeit einblenden lassen, die Distanz zu ihm messen, mit Freunden in einen Dialog (Chat) treten, Nachrichten an Freunde versenden etc.

### Anwendungsbereiche
Diese Technologie gestattet es einerseits, Geschäftsprozesse neu zu gestalten und bisher nicht ausschöpfbare Optimierungspotenziale zur Geschäftsprozessverbesserung nunmehr auszuschöpfen, sie kann andererseits Dienste beispielsweise beim Katastrophenmanagement, der Organisation von Hilfsdiensten, der Unterstützung von Menschen mit Behinderung etc. leisten und bietet dem Individuum und Gruppen mehrere Möglichkeiten der Vernetzung, Kommunikation und Kollaboration.
Eingesetzt wird diese Technologie bereits in der Logistik, im Tourismus und im Infrastrukturmanagement.
Weitere Projekte sehen eine Anwendung im öffentlichen Personenverkehr vor. So sind bestehende Systeme, welche Informationen über öffentliche Verkehrsmittel – unter anderem Abfahrts- und Ankunftszeiten oder Routen – veröffentlichen, nicht immer genau und flexibel. Ziel ist eine ortsbezogene, dynamische und interaktive Informationsverbreitung, welche dem Reisenden über das mobile Gerät laufend Updates über etwaige Verspätungen gibt oder andere relevante Änderungen im Fahrplan mitteilt.

## Nachweise
1. 1 2 3 4 5  Gustav Pomberger: Digital Graffiti - A Framework for Implementing Location-Based Systems. In: International Journal of Software and Informatics. Band 5, Nr. 1–2, 2011, ISSN 1673-7288, S. 356.
2. ↑  Gustav Pomberger: Digital Graffiti - A Framework for Implementing Location-Based Systems. In: International Journal of Software and Informatics. Band 5, Nr. 1–2, 2011, ISSN 1673-7288, S. 370 f.
3. ↑  Gustav Pomberger: Digital Graffiti - A Framework for Implementing Location-Based Systems. In: International Journal of Software and Informatics. Band 5, Nr. 1–2, 2011, ISSN 1673-7288, S. 356 f.
4. 1 2 3  Gustav Pomberger: Digital Graffiti - A Framework for Implementing Location-Based Systems. In: International Journal of Software and Informatics. Band 5, Nr. 1–2, 2011, ISSN 1673-7288, S. 357.
5. 1 2  Gustav Pomberger: Digital Graffiti - A Framework for Implementing Location-Based Systems. In: International Journal of Software and Informatics. Band 5, Nr. 1–2, 2011, ISSN 1673-7288, S. 358.
6. 1 2  Gustav Pomberger: Digital Graffiti - A Framework for Implementing Location-Based Systems. In: International Journal of Software and Informatics. Band 5, Nr. 1–2, 2011, ISSN 1673-7288, S. 372.
7. ↑  Gustav Pomberger: Digital Graffiti - A Framework for Implementing Location-Based Systems. In: International Journal of Software and Informatics. Band 5, Nr. 1–2, 2011, ISSN 1673-7288, S. 373 f.
8. 1 2  Gustav Pomberger: Digital Graffiti - A Framework for Implementing Location-Based Systems. In: International Journal of Software and Informatics. Band 5, Nr. 1–2, 2011, ISSN 1673-7288, S. 374.
9. ↑  Wolfgang Narzt, Wolfgang Wasserburger: Digital Graffiti – A Comprehensive Location-Based Travel Information System. In: Proceedings REAL CORP 2011 Tagungsband. 2011, ISBN 978-3-9503110-1-3, S. 1239.
10. ↑  Wolfgang Narzt, Wolfgang Wasserburger: Digital Graffiti – A Comprehensive Location-Based Travel Information System. In: Proceedings REAL CORP 2011 Tagungsband. 2011, ISBN 978-3-9503110-1-3, S. 1242.